# King’N’Doom
King’N’Doom feat. Cheikh Lô je unikátní autorský projekt Pavla Šmída a Martina Píra a jejich nahrávacího studia a labelu Rustical Records. Hudební inspiraci čerpá z živého dialogu mezi africkými a českými muzikanty.
Vše začalo setkáním se senegalským hudebníkem Cheikhem Lô v rámci Czech Music Crossroads a Colours of Ostrava 2018. Nahrávka Jah’rabi, která vznikla spontánně na místě v karavanu Sono expeditions Milana Cimfeho se stala prvním impulzem k natočení celé desky, na které se následně podílelo nespočet zahraničních i českých hudebníků.
Barevná vinylová deska v kombinaci s CD a čtyřjazyčným bookletem byla vyrobena v GZ Media v Loděnici u Berouna. Vydána byla 1. srpna 2019. Dostupná je také digitálně na většině online platforem.
Nahrávka vznikla ve spolupráci se studii Sono Records v Praze.

## Hosté:
- Cheikh Lô
  - Ne La Thiass (1996)
  - Bambay Gueej (1999)
  - Lamp Fall (2005)
  - Jamm (2010)
  - Balbalou (2015)
  - Chanchullo (2000)
- Hawa ‘Kassé Mady’ Diabaté (Trio Da Kali & Kronos Quartet - Ladilikan, World Circuit; 2017 )
- Leopold Lô (Youssou N'Dour)
- Mamadou Kouyaté ( Bassekou Kouyaté & Ngoni Ba, Trio Da Kali & Kronos Quartet - Ladilikan, World Circuit; 2017 )
- Moustafa Kouyaté ( Bassekou Kouyaté & Ngoni Ba )
- Bibby Ssamaké
- Zeina Ndong
- Abdoulaye Dembelé ( Mamadou Diabaté's Percussion Mania )
- Thomas Guei
- Urs Wagner
- Radek Gregor
- Vojtech Svatos
- Štěpán Podrazil (Cocotte Minute)
- Pavel Koudelka ( Mňága a Žďorp, Dunaj (hudební skupina)